# Scot Symon
James Scotland Symon (9 de mayo de 1911 - 30 de abril de 1985) fue un futbolista, entrenador de fútbol y jugador escocés de cricket.

## Trayectoria

### Como futbolista
Symon comenzó su carrera profesional en Dundee en 1930. Luego estuvo tres años en el Portsmouth de Inglaterra antes de fichar el Rangers en 1938. También jugó un partido internacional con Escocia en 1938 contra Hungría. Solo jugó 37 partidos de la liga escocesa con el Rangers, pero ayudó al club a ganar el título de liga en 1939.
Su carrera fue entonces interrumpida por el inicio de la Segunda Guerra Mundial; durante el conflicto siguió jugando en el Rangers e hizo más de 250 apariciones en competiciones no oficiales (casi todas las cuales ganó el club). Symon se retiró del juego en 1947, hizo su última aparición unas semanas antes de cumplir 36 años y aseguró nuevamente el campeonato oficial de la liga en su última temporada.

### Como jugador de críquet
Symon jugó al cricket para Escocia en 1938, tomando cinco terrenos australianos por solo 33 carreras.

### Como entrenador de fútbol
Regresó a los Rangers en 1954, donde los llevaría a seis campeonatos de liga, cinco copas de Escocia y cuatro copas de liga. También llevó al club al fútbol europeo por primera vez, guiándolos a dos finales de la Recopa de Europa en 1961 y 1967, ambas terminando en derrota.
Symon era entrenador de los Rangers cuando perdieron ante Berwick Rangers en la Copa de Escocia el 28 de enero de 1967. Cuando Symon fue despedido sensacionalmente por los Rangers en noviembre de 1967 (a pesar de que los Rangers lideraban la tabla de la liga), un contador le informó de la decisión.

## Palmarés
East Fife
- Scottish League One: 1947–48
- Copa de la Liga de Escocia (2): 1947–48, 1949–50
- Copa Suplementaria División B (2): 1946–47, 1947–48

Rangers
- Liga escocesa de fútbol (6): 1955–56, 1956–57, 1958–59, 1960–61, 1962–63, 1963–64
- Copa de Escocia (5): 1959–60, 1961–62, 1962–63, 1963–64, 1965–66
- Copa de la Liga de Escocia (4): 1960–61, 1961–62, 1963–64, 1964–65